# غاري دونهام
غاري دونهام (بالإنجليزية: Gary Dunham)‏ هو كاتب أغاني أمريكي، ولد في 25 مارس 1951.